# Porumbel de zăpadă
Porumbelul de zăpadă (Columba leuconota) este o specie de pasăre din genul Columba din familia Columbidae, originară din regiunile colinare ale Asiei Centrale.

## Taxonomie și sistematică
Sunt recunoscute două subspecii:
- Columba leuconot gradaria, descris de Hartert în 1916, se găsește în munții din estul Tibetului și din estul Nan Shan (Qinghai) până în Yunnan și nordul extrem al Myanmarului.
- Columba leuconot leuconota, descrisă de Vigors în 1831, se găsește în vestul Himalayei, din vestul Afganistanului până la Sikkim; este un vizitator de vară al Munților Alay⁠(d) și Pamir.

## Distribuție și statut
Sunt păsări rezidente în dealurile stâncoase din Afganistan, Bhutan, China, India, Kazahstan, Myanmar, Nepal, Pakistan, Tadjikistan și Turkmenistan. Este o pasăre comună și are o arie de răspândire extrem de mare. Se crede că populația este stabilă și, din aceste motive, Uniunea Internațională pentru Conservarea Naturii a evaluat starea sa de conservare ca fiind de „îngrijorare minimă”.

## Caracteristici
Se hrănesc cu fructe de pădure, cereale, muguri, bulbi, semințe și lăstari. În general sunt timizi și prudenți. Iarna se adună în grupuri de 150 sau mai multe exemplare, adesea în compania porumbeilor de deal și, în unele zone, și a porumbeilor de stâncă. Cuiburile lor sunt structuri neîngrijite, împletite, făcute din bețe, iarbă, paie, pene etc. În general, cuiburile sunt refolosite în fiecare an, cu mici reparații. În general, sunt depuse două ouă.

## Galerie

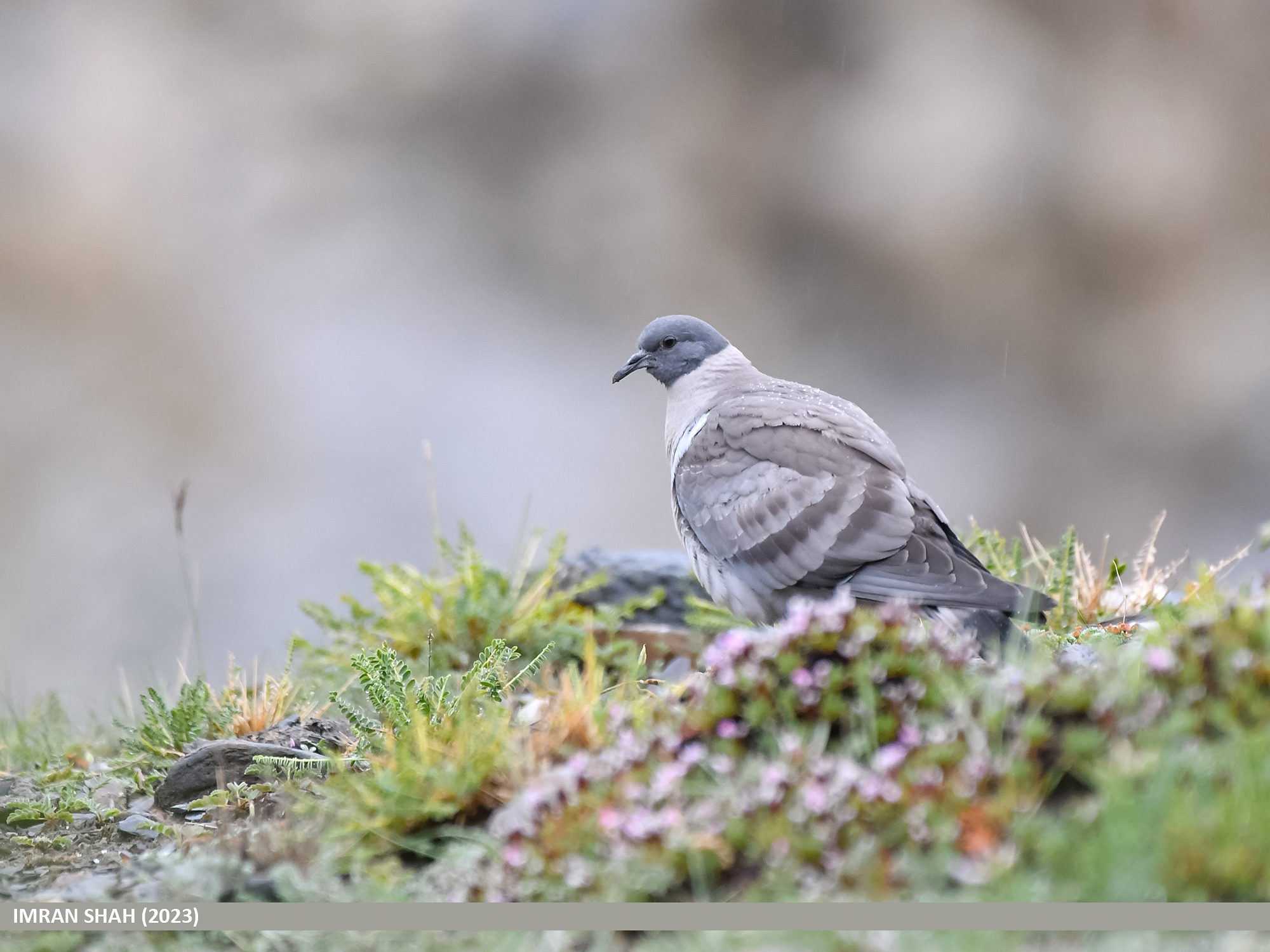
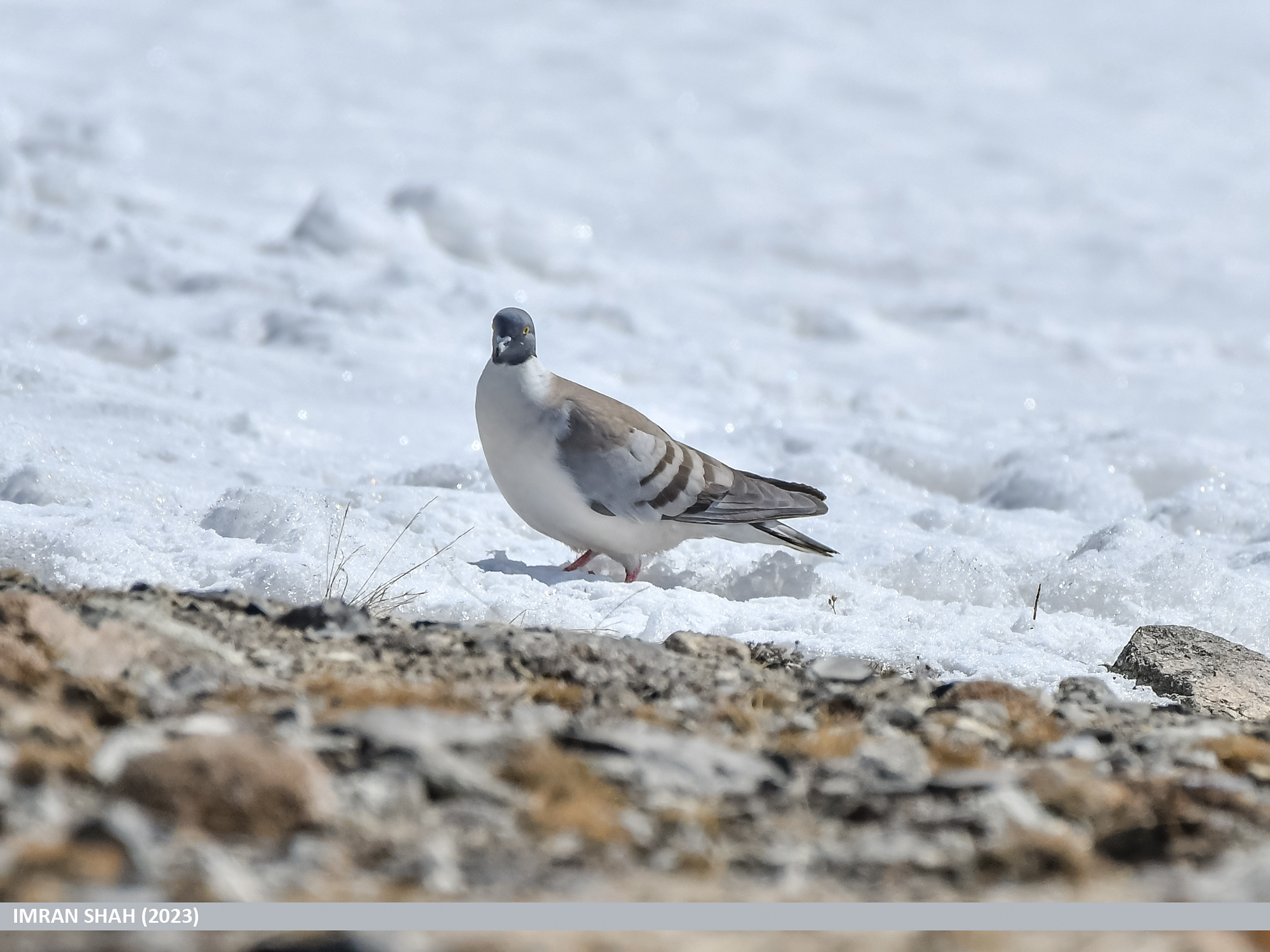
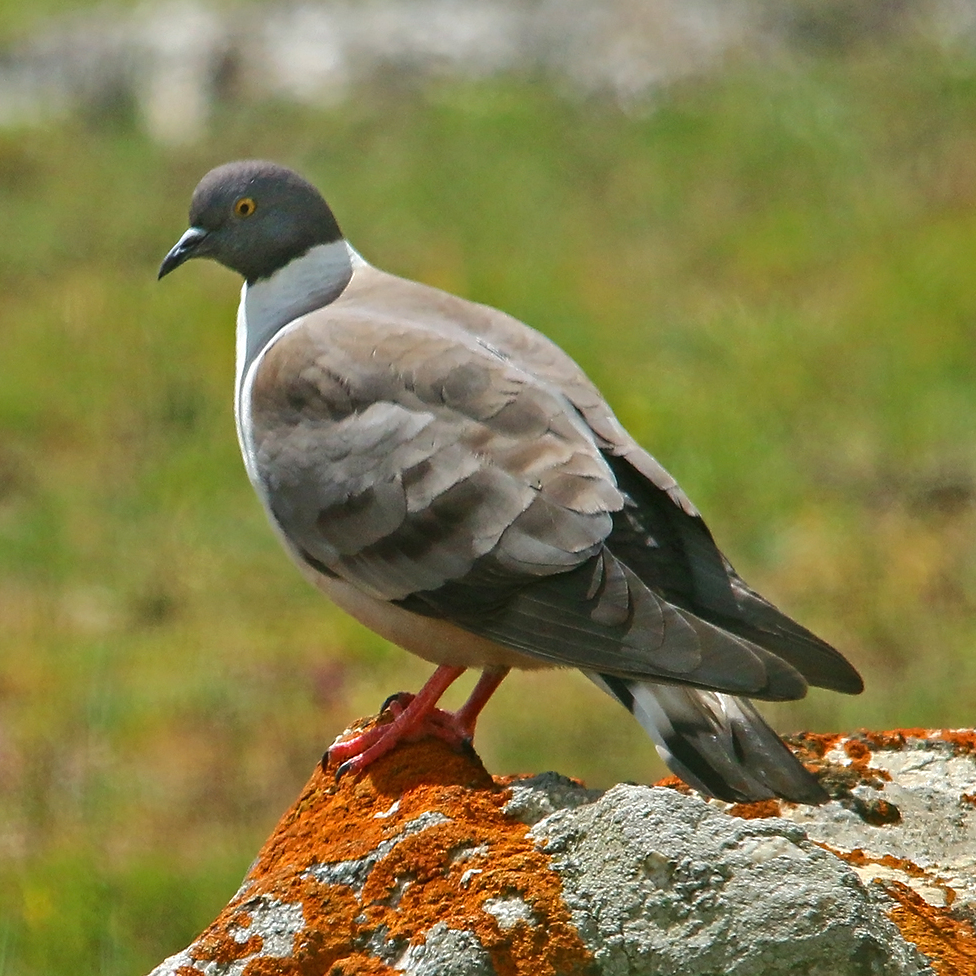
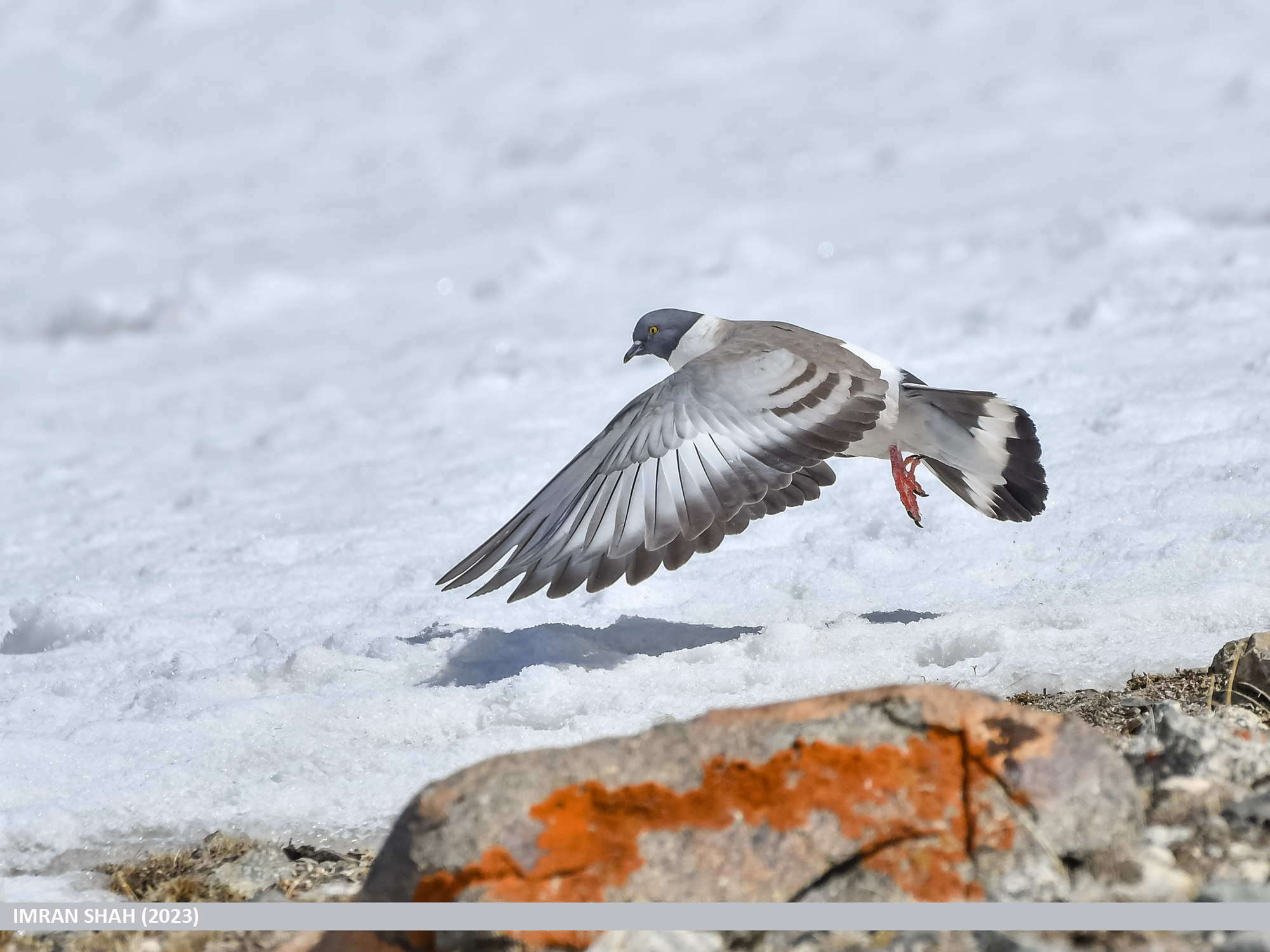